# Thomas Chatterton
Thomas Chatterton (20. listopadu 1752, Bristol – 24. srpna 1770, Londýn) byl anglický básník období preromantismu.

## Život
Chatterton se narodil jako pohrobek chudého učitele. Získal základní vzdělání a roku 1767 se stal písařem u advokáta. Jeho předkové byly kostelníky v bristolském kostele Panny Marie Redcliffské, v jehož archivu se seznámil se starými texty, a to jej přivedlo na myšlenku padělat různé básně a dokumenty a prodávat je jako staré památky různým nekritickým zákazníkům. Již od raného dětství se tak věnoval studiu staré literatury i vlastní tvorbě a v místních novinách publikoval již ve dvanácti letech báseň Elinoure and Juga, již vydával za nalezenou báseň ve středoangličtině. Pod jménem Thomase Rowleyho, fiktivního mnicha z 15. století, zveřejňoval svá další falza středověké literatury, jimiž oklamal i znalce tak, že dlouho platila (jako podobné skladby Jamese Macphersona) za pravé originály. Tato díla jsou napsána vyspělou básnickou technikou jako vynikající napodobeniny středověké angličtiny, prozrazují však preromantické melancholické cítění i pojetí středověku a inspirací alžbětinskou poezií.

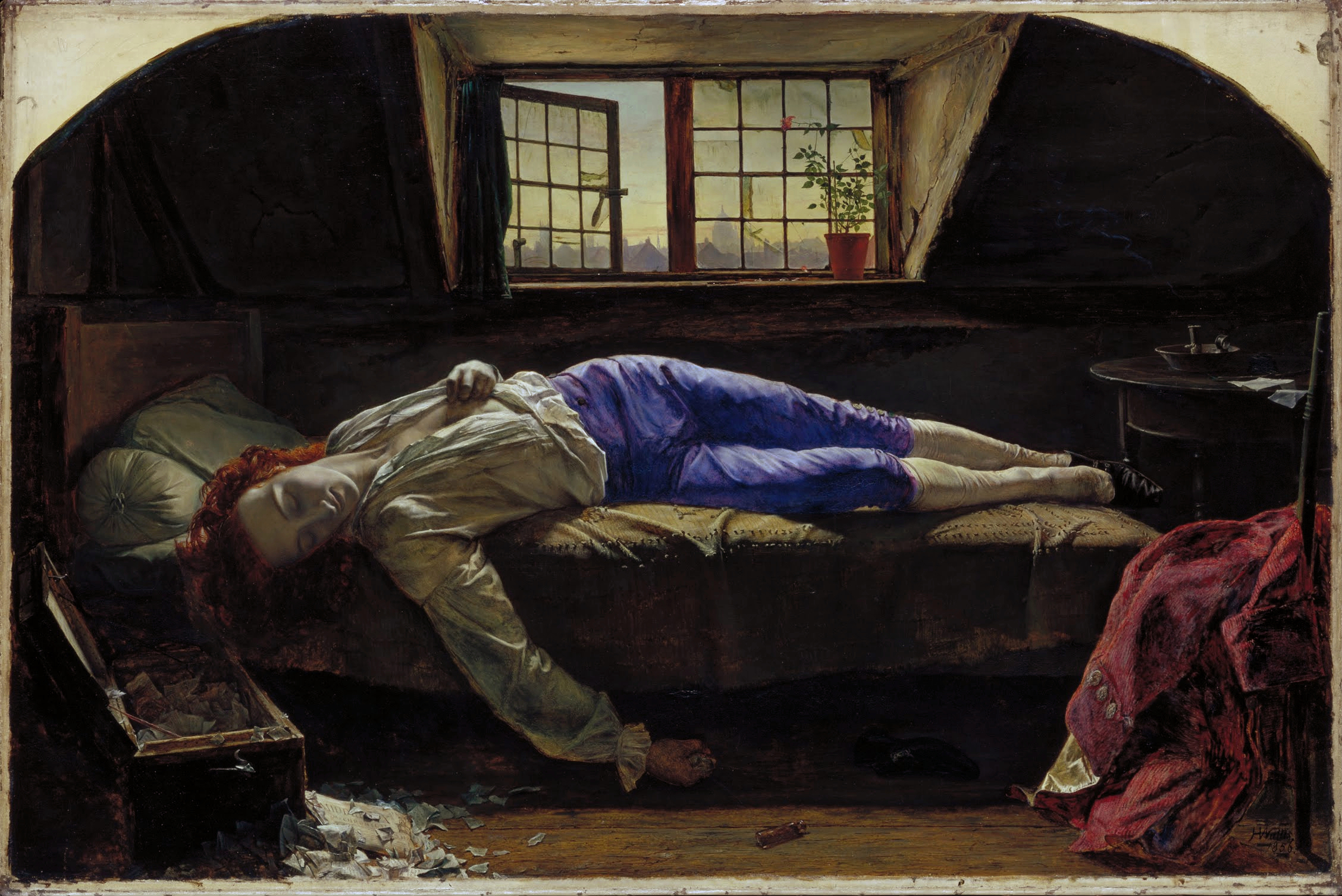
Chattertonova smrt

V dubnu roku 1770 se Chatterton vydal do Londýna, aby se živil literaturou. Pracoval horečně, ale časopisy jeho práce odmítaly. Jeho poněkud mylné představy o středoanglickém jazyce vzbuzovaly podezření a následný nezájem. Řada bolestných zklamání, nepochopení ze strany vynikajících současníků (například Horace Walpole mu vrátil jeho rukopisy), osobní nouze a obava ze smrti hladem jej dovedly k tomu, že v sedmnácti letech spáchal sebevraždu arsenikem.
Po smrti začal být pro živé vcítění se do středověkého myšlení a především pro zvláštní, citlivou a ponurou středověkou obraznost básní pokládán za jednoho ze vzorů anglického preromantismu a teprve pak začaly být vydávány knihy s jeho básněmi. Přestože básně napsané pod vlastním jménem jsou umělecky slabší, stal se téměř legendární postavou a jako básnického génia, zahubeného nepochopením a nezájmem omezené společnosti, jej zobrazil Alfred de Vigny ve své romantické tragédii Chatterton z roku 1835.

## Výběrová bibliografie

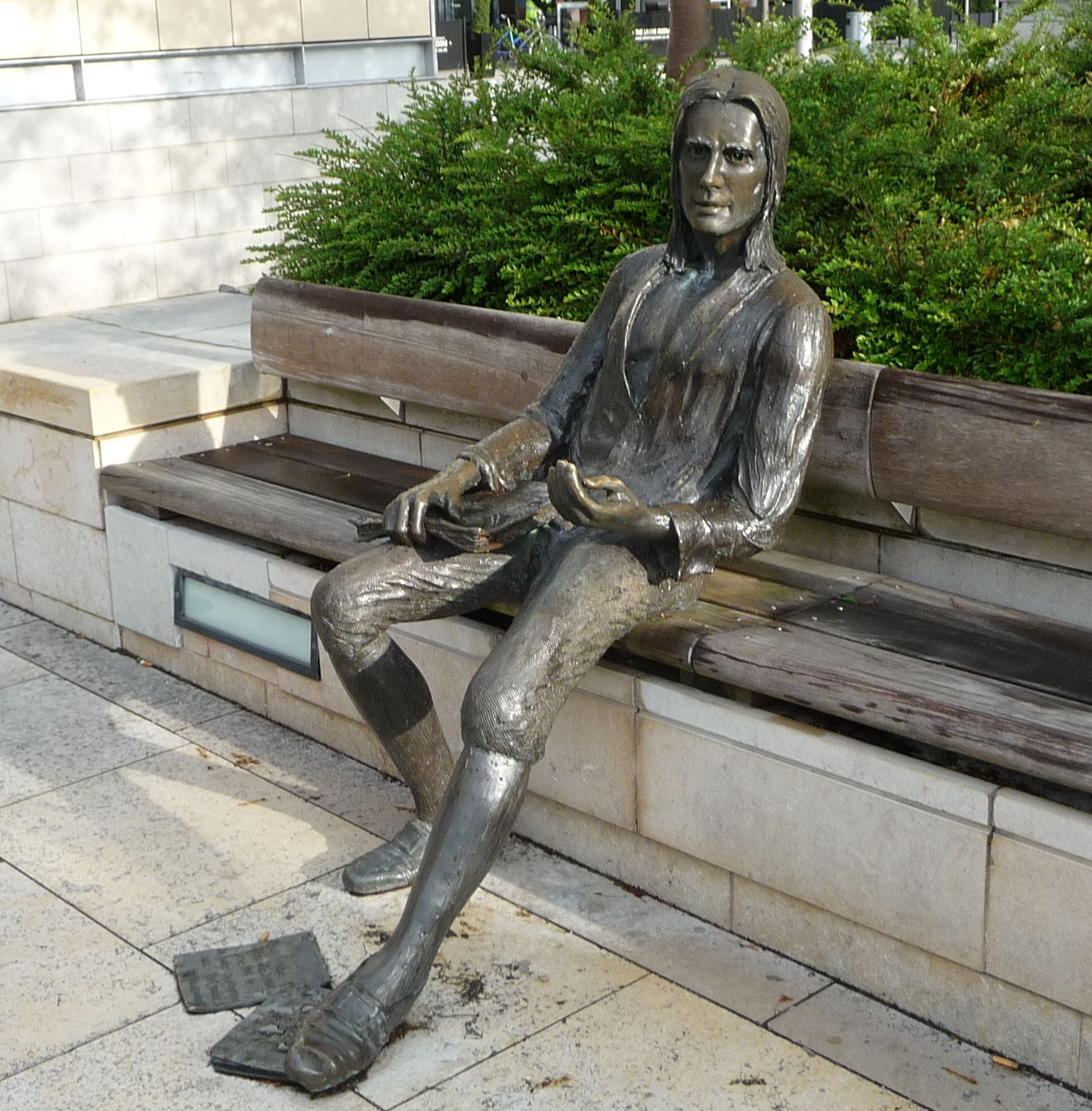
Socha Thomase Chatertoba v Bristolu od Immanuela Giela

- Poems supposed to have been written at Bristol, by Thomas Rowley and others, in the Fifteenth Century (1777, Básně o nichž se předpokládá, že je v patnáctém století v Bristolku napsal Thoma Rowley a další), první posmrtné souborné vydání Chattertonových literárních mystifikací, které nadchlo nastupující romantické básníky, ačkoli již od dalšího z roku 1778 bylo známo, že jde o podvrhy.[1]
- Miscellanies in Prose and Verse, by Thomas Chatterton, the supposed author of the Poems published under the names of Rowley (1778), vydání různých prací Chattertonových prací v próze i verších.
- The Poetical Works of Thomas Chatterton (1795, Poetické práce Thomase Chattertona).
- The Revenge: A Burletta (1795, Pomsta), krátká komická opera.
- The Works of Thomas Chatterton (1803, Práce Thomase Chattertona), tři svazky.

## České překlady
Do češtiny přeložil ukázky z jeho díla Jaroslav Vrchlický ve své knize Moderní básníci angličtí (Praha: Josef R. Vilímek 1898). Jde o básně Resignace (The Resignation) a Žalozpěv minstrelův (Minstrel's song) z Ælla, Tragycal Enterlude.